# São José dos Campos
São José dos Campos est une commune brésilienne de l'État de São Paulo. Sa population était de 629 921 habitants au recensement de 2010 et de 737 310 habitants en 2021 selon l'estimation de l'Institut Brésilien de Géographie et Statistique. La commune s'étend sur 1 099,409 km², dont 353,9 km² sont situés en zone urbaine et 745,5 km² sont situés en zone rurale.
La municipalité est le siège d'entreprises importantes, telles que : Panasonic, Johnson & Johnson, Ericsson, Philips, Ball Corporation, General Motors (GM), Petrobras, Monsanto, Embraer (siège), entre autres. Elle dispose également de centres d'enseignement et de recherche pertinents, tels que : DCTA, INPE, Cemaden, IEAv, IAE, IFI, UNESP, ITA, FATEC, UNIVAP, UNIP, Anhanguera, IP&D, UNIFESP et IFSP, étant un important technopole militaire et métallurgique. matériel et abrite le plus grand complexe aérospatial d’Amérique latine. Le parc technologique de São José dos Campos, le plus grand du pays, abrite des unités de recherche pour de grandes entreprises, étant la seule ville au monde à disposer de centres de recherche pour les trois plus grands constructeurs aéronautiques mondiaux, Embraer, Boeing et Airbus.
En plus de son importance économique, c'est également un centre culturel important de la vallée de Paraíba. La réserve écologique Augusto Ruschi, le quartier de São Francisco Xavier et Banhado sont de vastes zones de préservation de l'environnement, tandis que le Parque Santos Dumont, le Parque da Cidade et le Parque Vicentina Aranha sont des points de visite importants situés dans la zone urbaine, en plus des projets culturels. et événements organisés par la Fondation Culturelle Cassiano Ricardo (FCCR), l'organisme chargé de projeter la vie culturelle de José.

## Maires
| Période | Période | Identité          | Étiquette | Qualité |
| ------- | ------- | ----------------- | --------- | ------- |
| 1990    | 1992    | Pedro Yves Simão  | PTB       |         |
| 1993    | 1996    | Ângela Guadagnin  | PT        |         |
| 1997    | 2004    | Emanuel Fernandes | PSDB      |         |
| 2005    | 2012    | Eduardo Cury      | PSDB      |         |

## Économie
La société aéronautique Embraer est implantée dans cette ville.

## Transports
La ville possède un aéroport régional, l'aéroport de São José dos Campos (en).

## Sports
- Stade ADC Parahyba

## Jumelages et accords de coopération
- Toulouse (France) (accords de coopération)